# Michaił Kriwienko
Michaił Spiridonowicz Kriwienko (ros. Михаил Спиридонович Кривенко, ur. 14 czerwca?/27 czerwca 1904 we wsi Słobodka w guberni astrachańskiej, zm. w październiku 1954 w obwodzie stalingradzkim) – funkcjonariusz radzieckich służb specjalnych, dowódca brygady (kombryg), w okresie II wojny światowej szef sztabu Wojsk Konwojowych NKWD. Po wojnie szef Głównego Zarządu ds. Jeńców Wojennych i Internowanych NKWD, generał porucznik.
Według zeznań gen. Dmitrija Tokariewa, złożonych w 1991 roku przed rosyjskim prokuratorem wojskowym ppłk. Anatolijem Jabłokowem, jeden z bezpośrednich wykonawców zbrodni katyńskiej, rozstrzeliwujący w podziemiach Obwodowego Zarządu NKWD w Kalininie (obecnie Twer) polskich jeńców wojennych pochowanych następnie w Miednoje.

## Odznaczenia
- Order Lenina (1945)
- Order Czerwonego Sztandaru (trzykrotnie, 1943, 1944 i 1945)
- Order Kutuzowa II klasy (1944)